# استار-لرد
استار-لرد (به انگلیسی: Star-Lord) با نام اصلی پیتر جیسون کوییل، یک شخصیت خیالی ابرقهرمان در کتاب‌های کامیک منتشر شده توسط مارول کامیکس است که توسط استیو اینگلهارت و استیو گان خلق شده‌است و برای اولین بار در شمارهٔ ۴ از مجموعه پیش‌نمایش مارول (ژانویه ۱۹۷۶) حضور پیدا کرد.
کریس پرت نقش این شخصیت را در فیلم‌های نگهبانان کهکشان (۲۰۱۴) و دنبالهٔ آن نگهبانان کهکشان بخش ۲ (۲۰۱۷) ایفا کرده‌است و همچنین در فیلم‌های انتقام‌جویان: جنگ ابدیت و انتقام جویان: پایان بازی و ثور: عشق و رعد  و نگهبانان کهکشان بخش ۳ نیز این نقش را ایفا کرده‌است.